# Discendente (astrologia)

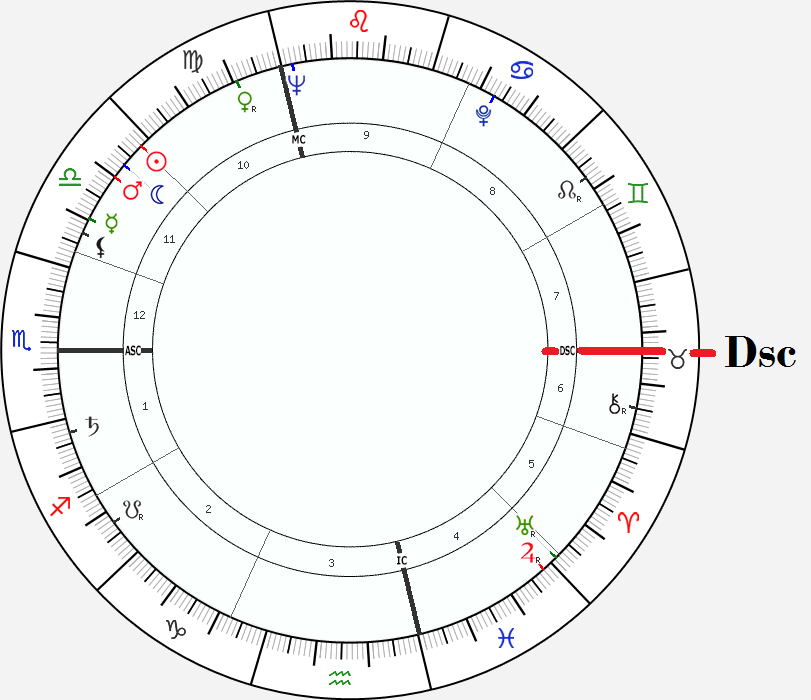
Esempio di Discendente in Toro nel tema natale dell'allenatore di calcio Enzo Bearzot

In astrologia il discendente è il punto dello zodiaco che si trova ad Ovest al momento della nascita di un individuo. Costituisce la cuspide della settima casa, la prima delle case situate sopra l'orizzonte, opposta alla prima casa (o ascendente) di cui avrà caratteristiche complementari.

## Descrizione
Il discendente rappresenta il rapporto con gli altri, le unioni affettive, le relazioni di lavoro con eventuali soci, i contratti di lavoro. Se l'ascendente rappresenta il modo in cui gli altri ci vedono e l'impressione che facciamo loro, il discendente rappresenta il modo in cui noi vediamo gli altri e le nostre relazioni con loro.
Esso è cosignificante del segno della Bilancia ed è governato dal pianeta Venere.